# Lliscat

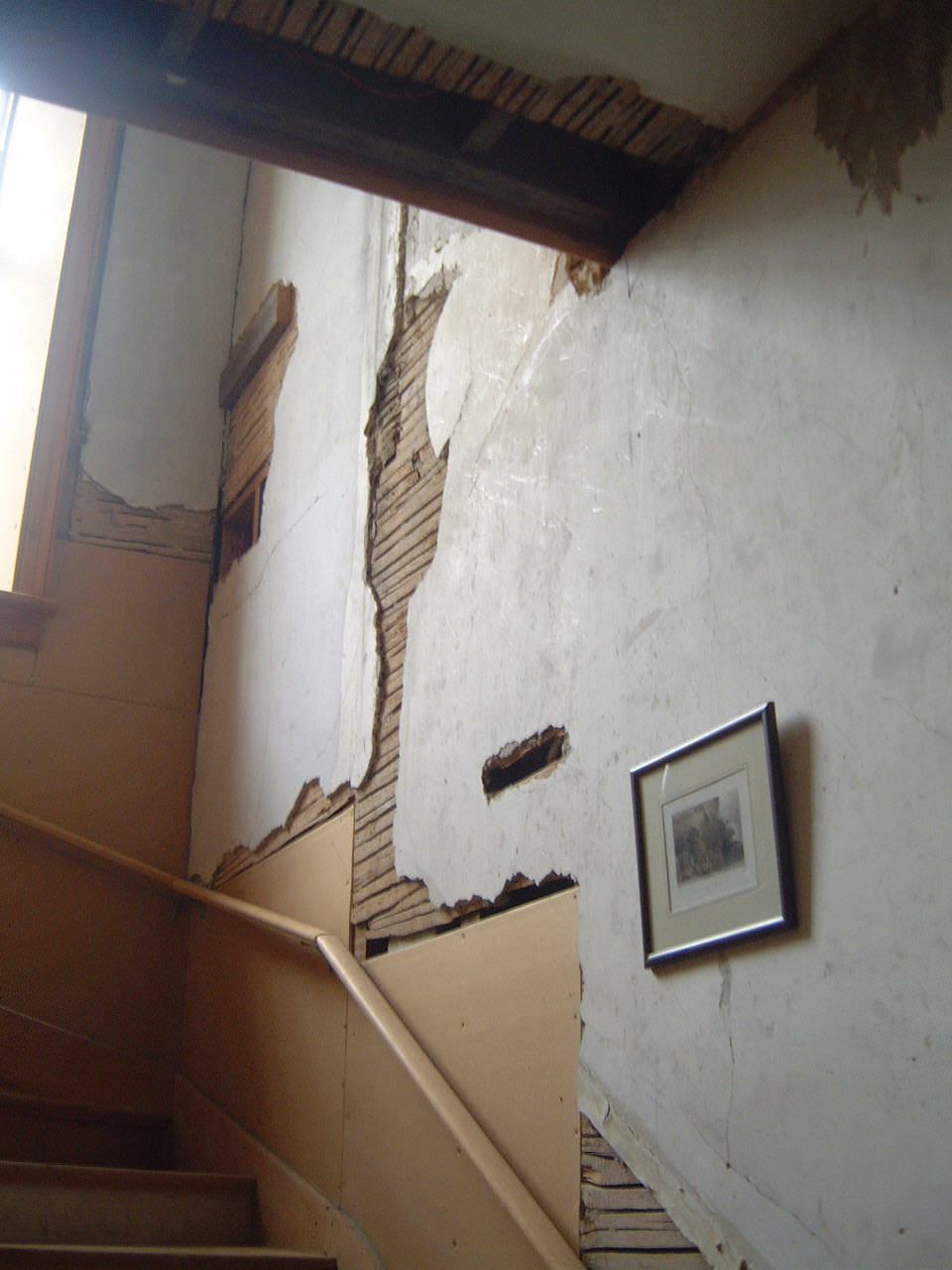
Lliscat revestint parcialment una paret.

El lliscat és el revestiment fi i continu de calç que constitueix la capa d'acabament aplicada sovint sobre la superfície de l'arrebossat. El paleta aplica la capa de calç als murs, envans i sostres, prèviament arrebossats, o enguixats amb una textura més pobre, perquè presentin una superfície d'acabat llisa i dura.
El lliscat amb calç sol tenir molt pocs mil·límetres de gruix, i de vegades (segons l'època) se sol pintar a sobre.
La calç es prepara barrejant-la amb la quantitat adequada d'aigua en el moment de la seva aplicació, ja que en pocs minuts comença a endurir-se, en aquest cas no tindrà capacitat d'adherència a la paret. Quan la calç ja ha començat a adormir-se, se la denomina "calç morta". La calç s'aplica a mà amb una plana de metall, amb la que s'allisa. En el lliscat la modalitat d'aplicació de la calç és "a bona vista" procediment bastant rudimentari, on l'acabat final depèn en gran manera de la perícia del paleta. Per a un correcte acabat, abans d'aplicar la calç és convenient deixar que el arrebossat s'hagi assecat. També és convenient no posar el lliscat en dies excessivament secs i calorosos, ja que l'assecat prematur de la calç pot produir fissures per retracció.
S'han trobat parets revestides amb calç en cambres funeràries de l'antic Egipte datades al voltant del 2.000 aC, però tanmateix el lliscat encara s'usa avui dia en molts llocs com a revestiment de les parets interiors de maó.